# Torção de talheres

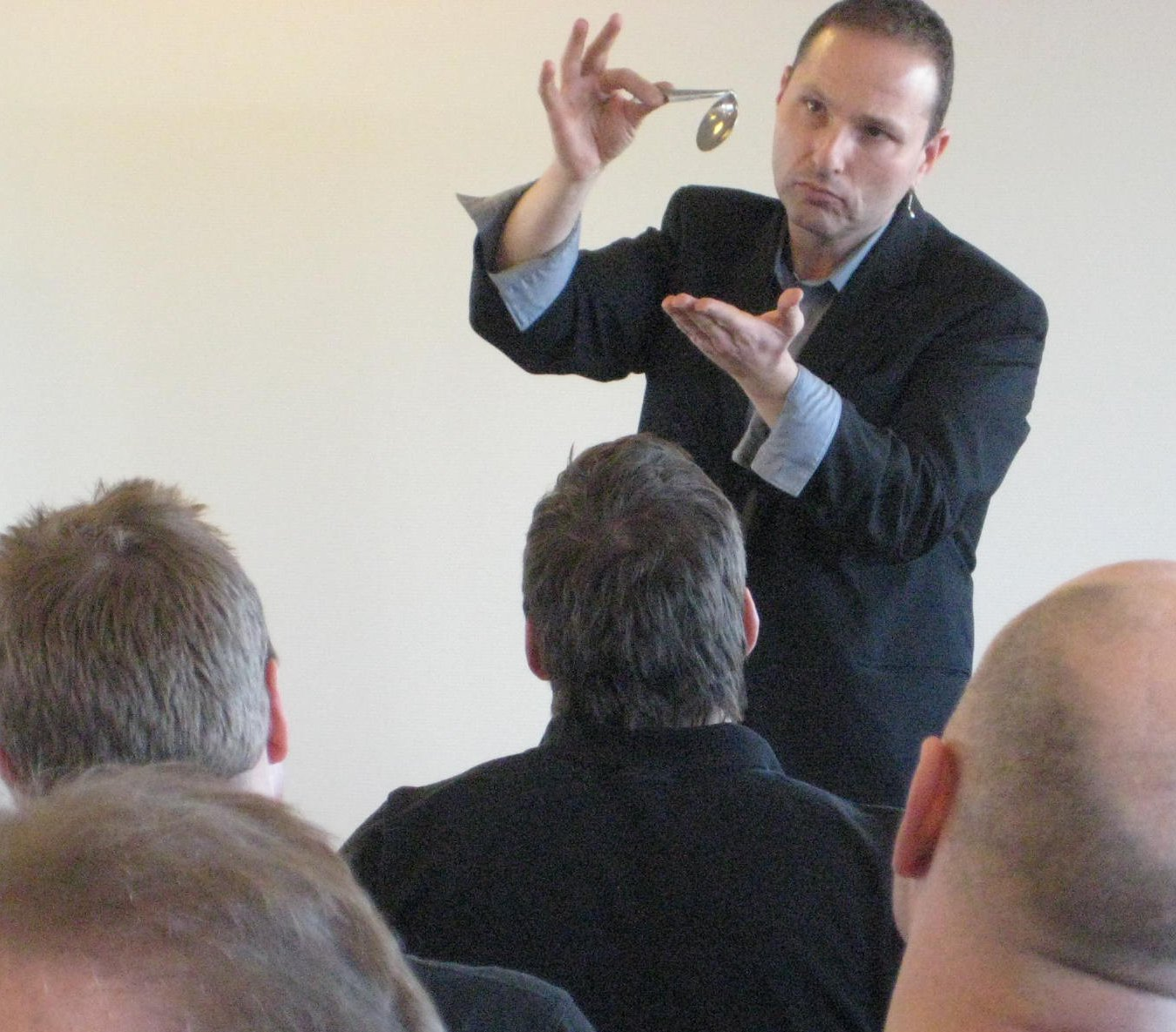
Guy Bavli demonstra dobra de colher na Dinamarca em 2010

A torção de talheres, ou ato de "entortar colheres", é a deformação aparente de objetos, especialmente talheres de metal, sem usar força física ou com menos força do que seria normalmente necessário. É um truque comum de magia de palco, e são conhecidos vários métodos para produzir a ilusão.
A torção de talheres teve grande atenção da mídia na década de 1970, quando algumas pessoas afirmaram ter a capacidade de realizá-la por meios psíquicos paranormais. O mais famoso foi Uri Geller, que atuou dobrando colheres e chaves de metal, além de vários outros objetos e materiais. Críticos como James Randi e Martin Gardner atribuíram as performances de Geller a truques de ilusionismo.

## Ilusionismo

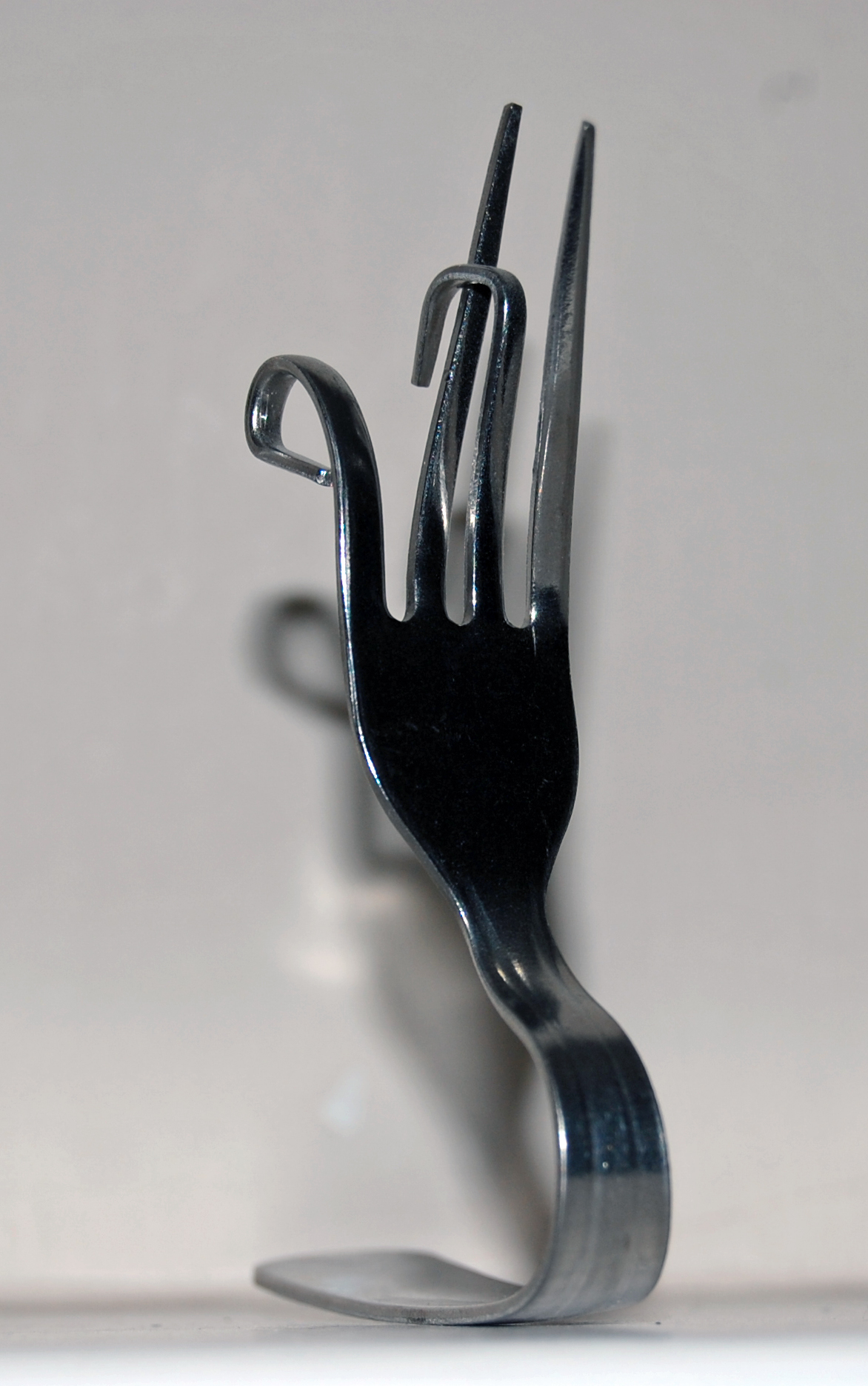
Garfo dobrado por James Randi.

Fazer com que colheres, chaves e outros itens pareçam entortar-se sem o uso de força física é um truque de mágica comum, com muitas variantes. A ilusão pode ser criada simplesmente segurando uma colher pelo pescoço (estreitamento) e balançando-a de maneira rápida e oscilante, devido à maneira como o olho humano percebe esse movimento.
Do ponto de vista mecânico, quando uma colher (ou outro objeto metálico) está dobrada ou quebrada, geralmente está no ponto em que é mais fácil dobrá-la com a mão. Em muitos casos, o truque usa distração (misdirection, em inglês), uma ferramenta básica do ilusionista. O artista desvia a atenção do público durante o curto intervalo em que a colher está sendo dobrada fisicamente. Tipicamente, o entortamento ocorre no "pescoço" da colher, ou seja, no estreitamento entre o cabo e a parte côncava, o que requer relativamente pouca força. O mágico então revela gradualmente a parte côncava. Em 1996, a BBC fez um programa encenando uma pegadinha com Uri Geller, fazendo imagens de ângulos que não eram esperados por ele, mostrando que Geller agarrando uma colher com as duas mãos enquanto ficava em pé para mostrar a dobra na colher.

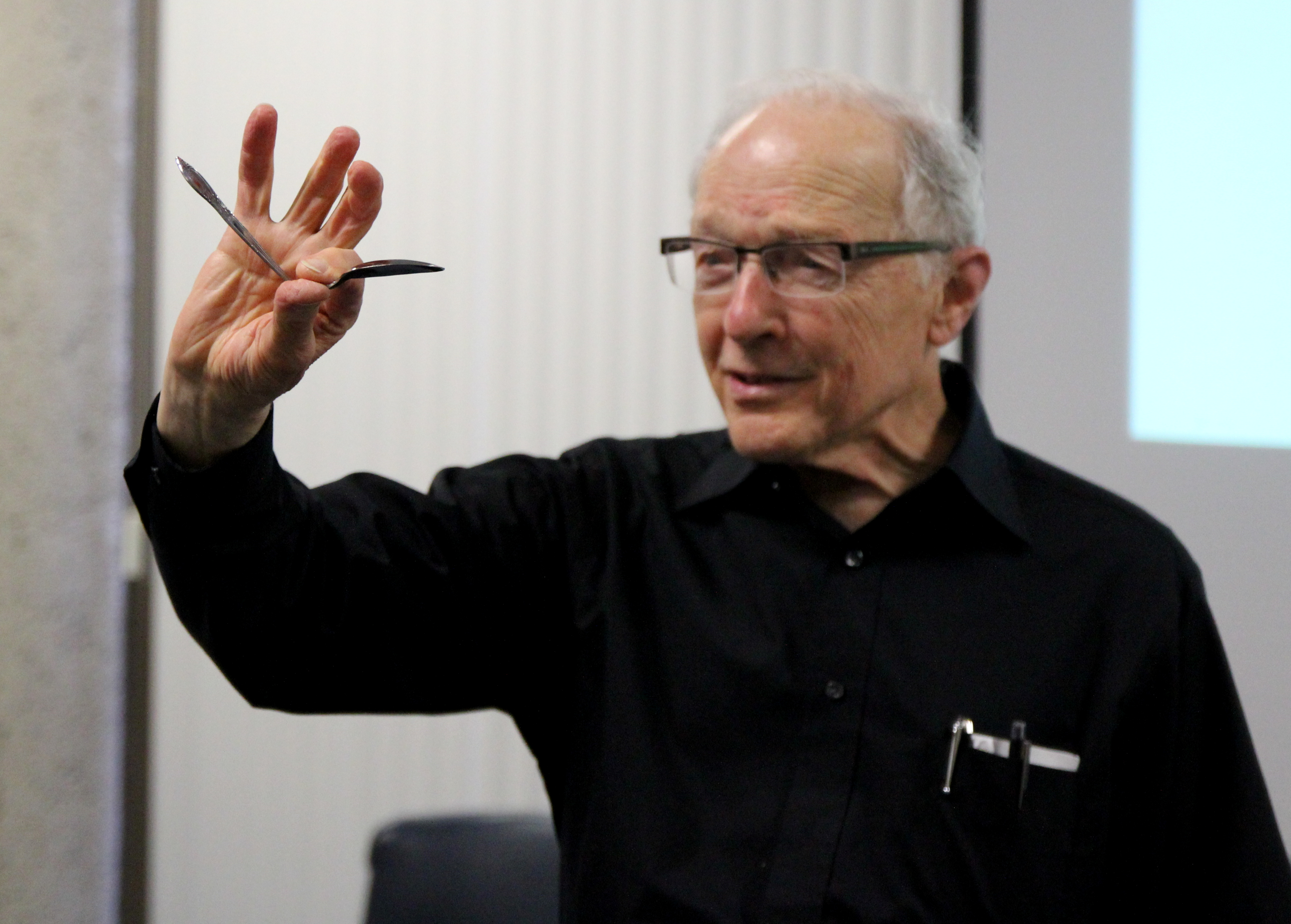
Ray Hyman demonstra a torção de colher (como feita por Uri Geller) em palestra do CFI em Costa Mesa, Califórnia(2012).

Outros métodos usam uma colher previamente preparada, de forma que um simples movimento faça com que ela entorte ou quebre. Isso pode ser feito, por exemplo, dobrando repetidamente a colher no local desejado, até que o metal se rache e enfraqueça. Se a colher quebrar, o artista segura as duas partes da colher como se ela não estivesse quebrada, então lentamente relaxa a pegada, fazendo com que a colher pareça entortar antes de se quebrar.
Se o mágico tem controle sobre o ângulo de visão, o truque pode ser feito usando uma colher que já está dobrada no início do truque. A colher é inicialmente mantida com a dobra ao longo do ângulo de visão, tornando-a invisível. O mágico então gira a colher lentamente para revelar a curva. O mágico Ben Harris, autor do livro Gellerism Revealed: The Psychology and Methodology Behind the Geller Effect (Gellerismo Revelado: A Psicologia por trás do Efeito Geller) (1985), revelou truques de como dobrar chaves e talheres, ilustrando passo a passo por meio de fotos e legendas.
Algumas lojas de itens para mágica vendem colheres que se dobram (utilizando as propriedades físicas de uma liga de níquel-titânio) que podem ser usadas por amadores e mágicos de palco para demonstrar poderes "psíquicos" ou como brincadeira. Tais colheres "auto-dobráveis" se dobram sozinhas quando usadas para misturar chá, café ou outro líquido quente, ou mesmo quando aquecidas pelo calor corporal.

## Psicologia
Em um estudo experimental (Wiseman e Greening, 2005), dois grupos de participantes assistem um vídeo no qual um falso médium coloca uma chave dobrada sobre uma mesa. Os participantes do primeiro grupo ouviram o falso médium sugerir que a chave continuava a dobrar enquanto estava parada, enquanto os do segundo grupo não receberam tal informação. Os resultados mostraram que os participantes do primeiro grupo relataram um movimento da chave significativamente maior do que o segundo grupo.
Os resultados foram replicados em outro estudo. Os experimentos demonstraram que "testemunhos de FPCM [flexão psicocinética de metal] após efeitos podem ser criados por sugestão verbal e, portanto, o testemunho de indivíduos que observaram demonstrações supostamente genuínas de tais efeitos não devem ser vistos como evidências fortes de efeitos paranormais".

## Torção de talheres e paranormalidade
Devido em parte à fama de Uri Geller na década de 1970, colheres tortas se tornaram um símbolo visual comum de paranormalidade. Por exemplo, no filme Matrix, é mostrado um menino entortando uma colher para demonstrar a irrealidade de uma simulação de computador. Na franquia Pokémon, os monstros telecinéticos Kadabra e Alakazam aparecem segurando colheres tortas.
Embora muitos indivíduos aleguem ter capacidade paranormal ou psicocinética de entortar colheres ou manipular outros objetos, a torção de talheres meramente por poderes mentais não foi satisfatoriamente demonstrada para a comunidade científica. O mágico e cético James Randi ofereceu um prêmio de um milhão de dólares a qualquer pessoa que seja capaz de demonstrar habilidades paranormais, como dobrar colheres.

### Alegações
De 1981 a 2005, o engenheiro (aposentado) da Boeing Jack Houck hospedou as "festas PK" (festas de psicocinese, psychokinesis em inglês), que ele diz serem um projeto de pesquisa que estuda como a mente pode impactar o metal.[carece de fontes?] Ele é conhecido por afirmar ter documentado mais de 19.000 participantes. Ele afirma que este fenômeno pode ser aprendido e realizado, e que céticos podem bloquear mentalmente ou influenciar negativamente os resultados[carece de fontes?].
O autor Michael Crichton descreveu sua experiência bem-sucedida de entortamento de colheres em uma festa de psicocinese em seu livro Travels (1988, pag. 319-320):

Eu olhei para baixo. Minha colher começou a entortar. Eu nem tinha percebido. O metal era completamente flexível, como plástico macio. Nem estava muito quente, apenas morno. (...) Eu tinha dobrado uma colher e sabia que não era um truque. Olhei pela da sala e vi crianças pequenas, de oito ou nove anos, dobrando grandes barras de metal. Elas não estavam tentando enganar ninguém.— Michael Crichton, Travels, 1988, páginas 319–320
O parapsicólogo e autor Dean Radin relatou que era capaz de dobrar (afivelar) a concavidade de uma colher com inexplicável facilidade, com testemunhas, em um encontro informal de experimentos de psicocinese em 2000.
Eu era muito mais cético em relação a tais afirmações, até que um dia eu mesmo dobrei ao meio a concavidade de uma colher de sopa grande e pesada com um suave toque, e com meia dúzia de testemunhas presentes. Mais tarde, testei para ver se poderia fazer isso novamente com uma colher semelhante usando a força normal. Eu não conseguia mover a concavidade sem a ajuda de dois pares de alicates e bastante alavancagem.
— Dean Radin, Entangled Minds, page 331
Maureen Caudill, uma treinadora associada ao Monroe Institute, afirma que isso é muito mais fácil de se realizar quando realizado em grupos do que sozinho.

### Testes
O físico John Hasted acreditava que as crianças podiam dobrar, de forma paranormal, clipes de papel dentro de uma esfera de vidro, desde que a esfera tivesse um orifício e elas pudessem levar a esfera para uma sala sem serem observadas. Martin Gardner escreveu que Hasted era incapaz de criar controles simples, como filmar as crianças secretamente. Stephen North, um médium britânico, foi testado por Hasted no final dos anos 1970. Hasted afirmou que North tinha a capacidade psicocinética de entortar colheres e teletransportar objetos para dentro e para fora de recipientes selados. North foi testado em Grenoble em 19 de dezembro de 1977 em condições científicas, e os resultados foram negativos. De acordo com James Randi, durante um teste no Birkbeck College, observou-se que North dobrou uma amostra de metal com as próprias mãos. Randi escreveu que "Acho lamentável que [Hasted] nunca teve uma epifania na qual foi capaz de reconhecer o quão impensados, cruéis e predatórios foram os atos cometidos contra ele por falsificadores que se aproveitaram de sua ingenuidade e confiança." 
Jean-Pierre Girard, um médium francês, alegou poder entortar barras de metal por psicocinese. Girard foi testado na década de 1970, mas falhou em produzir quaisquer efeitos paranormais em condições cientificamente controladas. Ele foi testado em 19 de janeiro de 1977 durante um experimento de duas horas em um laboratório de Paris. O experimento foi dirigido pelo físico Yves Farge, com um mágico também presente. Todos os experimentos foram negativos, pois Girard não conseguiu fazer nenhum dos objetos se mover de forma paranormal. Ele falhou em dois testes em Grenoble em junho de 1977 com James Randi. Ele também foi testado em 24 de setembro de 1977 em um laboratório no Centro de Pesquisa Nuclear. Girard não conseguiu dobrar nenhuma barra ou mudar a estrutura dos metais. Outros experimentos com torção de colheres também foram negativos e as testemunhas descreveram seus feitos como fraudulentos. Girard mais tarde admitiu que às vezes trapaceia para evitar decepcionar o público, mas insistiu que ainda tinha um poder psíquico genuíno. Mágicos e cientistas escreveram que todos os seus supostos feitos psicocinéticos foram feitos de forma fraudulenta.
Entre 1979 e 1981, o Laboratório McDonnell de Pesquisa Psíquica da Universidade de Washington relatou uma série de experimentos que chamaram de "Projeto Alpha", em que dois adolescentes do sexo masculino demonstraram fenômenos de psicocinese, incluindo dobramento de metal e fazendo com que imagens aparecessem em um filme, em condições laboratoriais pouco rigorosas. James Randi acabou revelando que os sujeitos eram dois de seus ajudantes, os mágicos amadores Steve Shaw e Michael Edwards. A dupla criou os efeitos por meio de truques usuais, mas os pesquisadores, por não estarem familiarizados com as técnicas mágicas, interpretaram-nas como prova de psicocinese.
O físico John Taylor fez testes de dobramento de metal em crianças. Segundo Martin Gardner, os controles eram inadequados, pois as crianças colocavam clipes de papel nos bolsos e depois pegavam um deles torcido ou ficavam com hastes de metal sem serem observadas. James Randi conseguiu dobrar uma barra de alumínio quando Taylor não estava olhando, arranhando os dizeres "Entortado por Randi" nela.  Em outros experimentos, dois cientistas da Universidade de Bath testaram dobramento de metal com crianças em uma sala que estava secretamente sendo filmada por um espelho semitransparente. O filme revelou que as crianças dobraram os objetos com as mãos e os pés. Devido à evidência de trapaça, Taylor concluiu que a dobra de metal não tinha base paranormal.